# 秋山恒太郎
- 秋山恒太郎
- 秋山恆太郎

秋山 恒太郎（あきやま つねたろう / こうたろう、1844年（弘化元年6月）? - 1911年（明治44年）6月7日）は明治時代の日本の教育者、文部官僚。号は不羈斎（ふきさい）。
官立長崎師範学校、官立東京師範学校（筑波大学の前身の1つ）をはじめ、各地の県立師範学校・中学校校長を歴任した。

## 来歴
越後国長岡に生まれる。長岡藩校崇徳館初代都講秋山景山の嗣子・四郎左衛門の孫にあたり、四郎左衛門の婿養子・左内の養子となって秋山家を継いだ。安政初年（1855年頃）、幕府の老中を務めていた藩主牧野忠雅の命により小林見義、藤野善蔵、武謙斎の3名と江戸に遊学。儒学者・安井息軒の門に学んだ。また慶応2年（1866年）頃、帰郷していた長岡藩出身の幕臣・鵜殿団次郎（春風）と親しく交際。蘭学・英学を修め測量術・航海術・兵学に通じていたこの先輩から門弟同然に教えを受けた。鵜殿が目付の職に就いていた慶応4年（1868年）には秋山も出府しており、江戸開城・北越戦争開戦後の同年初秋、幕職を辞した鵜殿とともに江戸を出発。長岡城落城ののちようやく帰藩したが、鵜殿はほどなく病により38歳の若さでこの世を去った。
その後秋山は新都東京に戻り、山東氏の塾の教師を経て、明治2年（1869年）6月に同郷の稲垣銀治、藤野善蔵らに続き福澤諭吉が主宰する慶應義塾に入社。8月には藤野、稲垣とともに汐留の中津藩邸内に設けられた義塾出張所の教師となり、文典素読を担当した。明治3年（1870年）8月、稲垣が伊予松山藩の藩校・明教館に新設された洋典科の教師として招かれると、秋山も稲葉犀五郎、中村田吉とともに義塾から派遣され、廃藩置県にともない明教館が閉鎖される明治5年頃まで英語、数学を教授。中島勝載、杉山重義、山路一遊らが教えを受けた。
松山から帰京後は谷中に下宿し翻訳に従事していたが、明治6年（1873年）10月、出版免許事務を担当する文部省准刻課の雇となり、明治7年（1874年）2月に文部省七等出仕、翌年5月に文部省六等出仕に進んだ。七等出仕に進んでからは、すでに准刻課長を務めていた慶應義塾の先輩・肥田昭作と並んで課長に就任。同年9月に肥田が学校長に転出すると単独の課長となったほか、12月には文部大輔田中不二麿、学務課長九鬼隆一、医務局長長与専斎とともに、前年に福澤らが設立した学術団体・明六社に加入している。しかし明治8年（1875年）7月、自身が反対していた准刻事務の内務省移管ならびに新聞紙条例の制定が実施されたことにより、内務省に移らず職を辞した。
文部本省を去った秋山は以後各地の師範学校・中学校校長を歴任。明治9年（1876年）3月から11月まで、学校騒動が発生し前任校長が更迭された官立長崎師範学校の校長を務め、臨時卒業試験の実施により学業専心を奨励した。次いで明治10年（1877年）2月から翌年10月まで官立東京師範学校に、明治12年（1879年）11月から明治14年（1881年）5月まで静岡県の浜松中学校に勤務。明治15年（1882年）1月には、学校騒動により校長以下の職員が辞職、ほぼ全ての生徒が退学し休校状態にあった宮城中学校の校長に任じられ、学校の立て直しに尽力した。また明治17年（1884年）7月から宮城師範学校（明治19年11月に宮城県尋常師範学校と改称）校長を兼任し、明治19年（1886年）7月に師範学校専任となったのち明治21年（1888年）5月まで在職。この間、明治15年4月から翌年3月まで県学務課長心得を、明治19年11月から県学務課長を、明治18年（1885年）2月から宮城県書籍館長を兼務している。さらに明治23年（1890年）3月、学校騒動によりほとんどの職員が退職し休校となっていた富山県尋常中学校に招かれ、ここでも学校再建を主導。明治30年（1897年）1月、綱紀の乱れが著しかった青森県第一尋常中学校（明治32年に青森県第一中学校、明治34年に青森県立第一中学校と改称）に転じ、時間厳守の励行、喫煙の禁止、落第の厳格化などにより校風刷新を図った。明治35年（1902年）1月には福井県立福井中学校に異動となり、前任校長が取り組んだ粗野軽佻な校風の刷新をさらに強化。全校の3分の1にのぼる生徒の落第を断行するなど学力向上に努めた。明治38年（1905年）11月に職を辞した後も、青森時代に県庁の幹部であった神山閏次群馬県知事に請われて明治42年（1909年）2月から群馬県立前橋中学校長を務めたが、在職中の明治44年（1911年）6月7日、病により東京帝国大学医科大学附属医院で死去した。
秋山は蔵書家であり、「不羈斎図書記」の蔵書印を用いたことが知られている。明治10年頃、東京師範学校が2万円を支出して珍籍を含む参考用図書を蒐集した際には小沢圭次郎らとともに尽力。これにより同校附属図書館の基礎が築かれたという。

## 親族
- 祖父：四郎左衛門（- 1853） - 諱は友虎、旧名・丈太郎。長岡藩校・崇徳館都講、同藩郡奉行・勘定頭兼普請大奉行を務めた。儒学者秋山景山の嗣子[22]。
  - 養父：左内 - 諱は友通、旧名・猪三郎。崇徳館助教兼督学、長岡藩文武主事・学校主事、国漢学校教員を務めた。四郎左衛門の婿養子であり、実兄に長岡藩士武藤蔵がいる[23]。
- 妻：フキ - 長岡藩士藤野小五郎の娘。慶應義塾塾長を務めた藤野善蔵の妹[24]。
  - 息子：英麿[25]
  - 息子：於菟麿（- 1923） - 教育者。第六高等学校教授[25][26]。
  - 四男：四麿（1885 - 1947） - 教育者。東京高等師範学校卒。和歌山県立和歌山高等女学校、愛媛県立大洲中学校、同今治中学校の各校長、東京府視学、東京府立第三中学校長、日本体育専門学校長事務取扱を歴任した[27]。

## 著作
- 「東京師範学校年報」（『文部省第五年報附録』）
- 「師の恩やいよいよ高し老の坂」（三田商業研究会編 『福翁訓話』 実業之世界社、1909年6月）
- 「秋山恒太郎氏談」（今泉鐸次郎著 『鵜殿春風』 今泉鐸次郎、1912年9月、17-18頁、24-25頁、30頁、32・34頁、40頁、41頁、52-53頁、56頁）

訳書
- 『百科全書 人種篇』 文部省、1874年3月上・下
  - 『百科全書 第十一冊』 文部省 ／ 有隣堂
  - 『百科全書 中巻』 丸善商社出版、1884年5月 ／ ゆまに書房、1985年2月
  - 『文部省百科全書 12』 青史社、1985年8月

ウィリアム・チェンバース、ロバート・チェンバース編 Chambers's Information for the People 中の "Physical History of Man - Ethnology" の翻訳。
- 『百科全書 接物論』 文部省、1880年1月
  - 『百科全書 第十七冊』 文部省 ／ 有隣堂
  - 『百科全書 下巻』 丸善商社出版、1884年10月 ／ ゆまに書房、1985年2月
  - 『文部省百科全書 18』 青史社、1986年2月

Chambers's Information for the People 中の "Practical Morality - Special Social and Public Duties" の翻訳。

## 関連文献
- 江村生 「秋山恒太郎翁」（『教育界』第5巻第3号、金港堂書籍、1906年1月）
- 柏木義円 「先師に対する予が懺悔 : 星野恒先生、秋山恒太郎先生、新島襄先生」（『上毛教界月報』第227号、上毛教界月報社、1917年10月）
- 「福澤諭吉と文部省の秋山恆太郎、肥田昭作そして北畠治房権中判事」（大家重夫著 『著作権を確立した人々』 成文堂〈成文堂選書〉、2003年5月、ISBN 4792331773 ／ 第2版、2004年3月、ISBN 4792331854）